# Cherechiu
Cherechiu è un comune della Romania di 2 492 abitanti, ubicato nel distretto di Bihor, nella regione storica della Transilvania.
Il comune è formato dall'unione di 3 villaggi: Cherechiu, Cheșereu, Tărgușor.